# Bernard Dufour
Bernard Dufour (* 21. November 1922 in Paris; † 22. Juli 2016 in Foissac, Département Aveyron) war ein französischer Maler. Er gehört zu den bedeutenden Vertretern der Abstrakten Malerei nach dem Zweiten Weltkrieg.

## Leben und Werk
Ursprünglich studierte Bernard Dufour Agrarwissenschaft. Während des Zweiten Weltkriegs wurde er in Deutschland zum Arbeitsdienst zwangsverpflichtet. Er kam zusammen mit Alain Robbe-Grillet nach Deutschland, wo sie Claude Ollier begegneten. Im Winter 1944/1945 besuchte Dufour die Universität von Heidelberg und studierte die Werke von Eugène Delacroix und Stéphane Mallarmé. Nach dem Ende des Krieges begann er im Louvre die Werke von Michelangelo und Tintoretto zu kopieren.
Seine erste Einzelausstellung hatte Dufour in der Galerie Maeght im Jahre 1948. Es folgten Ausstellungen in der Galerie Jeanne Bucher zwischen 1951 und 1953. Motiviert durch diese Erfolge unterzeichnete er bald einen Exklusivvertrag mit dem Kunsthändler Pierre Loeb. Bernard Dufour hatte Kontakte zu zahlreichen Schriftstellern, darunter René de Solier, André Pieyre de Mandiargues, Georges Lambrichs, Paule Thévenin und Alain Jouffroy. In den 1950er Jahren bekam seine Kunst internationale Aufmerksamkeit. Im Jahr 1959 war Dufour Teilnehmer der documenta 2 in Kassel.
Im Jahr 1961 richtete er sich eine Werkstatt in einer alten Mühle am Aveyron bei Foissac ein, wo er auch wohnte. Das Künstlerettiket des Weingutes Mouton Rothschild von 1963 ziert ein Werk Dufours auf dem eine liegende Figur mit Trauben und ein Zitat aus Mallarmé’s: L’Après-midi d’un faune zu sehen ist. Bernard Dufour war Teilnehmer der Biennale von Venedig im Jahre 1964. In dieser Zeit schloss er neue, dauerhafte Freundschaften mit anderen Schriftstellern der literarischen Avantgarde wie Pierre Guyotat, Denis Roche, Catherine Millet und Jacques Henric.
In den 1970er Jahren interessierte sich Bernard Dufour, parallel zu seiner Malerei, für die Photographie. Im Jahr 1991 drehte Jacques Rivette den Film: La Belle Noiseuse, der auch einen Teil des Lebens von Bernard Dufour zum Vorbild hatte.
Dufour malte auch zahlreiche gegenständliche Porträts und menschliche Figuren, oft mit erotischen Komponenten. Die Modelle auf seinen Bildern werden oft in Gesellschaft des Malers dargestellt. Diese sichtbare Beziehung mit dem Modell bringt die Betrachter seiner Bilder in eine voyeuristische Position.
Bernard Dufour lebte und arbeitete in Villeneuve.